# Demonstration and Science Experiments
Pour les articles homonymes, voir DSX.
Demonstration and Science Experiments (DSX) est un petit satellite développé par le laboratoire de recherche de l'USAF. Son objectif est de montrer la capacité à fonctionner en orbite terrestre moyenne. Son lancement a été effectué en 2010 par un des deux lanceurs EELV (Atlas 5 ou Delta 4).

## Source
- (en) Cet article est partiellement ou en totalité issu de l’article de Wikipédia en anglais intitulé « Demonstration and Science Experiments (satellite) » (voir la liste des auteurs).